# Истапалапа (станция метро)
«Истапалапа» (исп. Iztapalapa) — станция метрополитена Мехико, принадлежит линии 8.
Находится между колонией Святилище и кварталом Сан Пабло, в историческом центре Истапалапа. Образ станции представляет Солнце, образ ссылается на церемонию огонь ново отпразднованная в делегации. Имя станции происходит из её близости с конторами делегации Истапалапа.
Была открыта 20 июля 1994 года.